# Schloß Holte
Schloß Holte ist ein Stadtteil von Schloß Holte-Stukenbrock im Kreis Gütersloh in Nordrhein-Westfalen, Deutschland. Der Ortsname leitet sich von dem gleichnamigen Schloss ab. Zu Schloß Holte gehört auch das ursprüngliche Ortszentrum Liemke.

## Geografie

### Geografische Lage
Schloß Holte liegt mitten in der Senne, einer Heidelandschaft am Ostrand der 
Westfälischen Bucht südwestlich vom Teutoburger Wald. 
Verschiedene Sennebäche entwässern das Gebiet dem natürlichen Gefälle folgend in südwestlicher 
Richtung zur Ems hin. 

### Nachbarorte
An Schloß Holte grenzen Sende, Liemke und Stukenbrock, der Hövelhofer Ortsteil Hövelriege, die Verler Ortsteile Kaunitz und Bornholte sowie der Oerlinghausener Stadtteil Lipperreihe. Im Norden liegt der Bielefelder Stadtbezirk Sennestadt.

## Geschichte
Die Siedlungslandschaft des Verler Landes entstand aus anfänglichen Streusiedlungen, die sich im Laufe der Zeit verdichteten. 1153 werden zwei „Lindbikehöfe“ (vermutlich Obermeier und Johannliemke) in Liemke an der Wapel erstmals in einer Urkunde des Paderborner Bischofs Bernhard I. von Oesede erwähnt.
Es wird vermutet, dass die ältesten Liemker Höfe aber sogar bis in die karolingische Zeit zurückreichen könnten. Oft werden diese Hofstellen bei den Sattelmeyern vermutet. Sattelmeyer waren jene Höfe, die nach dem Rietberger Landrecht von 1697 ehemals „mit einem gesattelten Raunen oder Wallachen der Landesherrschaft, wenn dieselbe ausreisete, dienen mußten“. In Liemke kämen hierfür die Vollspänner-Höfe Dresselhaus, Geisemeier, Langenstroth, Peitzmeyer und der schon genannte Johannliemke in Frage.
Nachdem die reichen und großen Vollspännerhöfe der wachsenden Bevölkerung nicht mehr genügend Hoffläche bereitstellen konnte, wurden die Höfe teilweise geteilt und manchmal mit Flächenzuschlägen zu neuen Vollspänner- beziehungsweise Halbspännerhöfen.

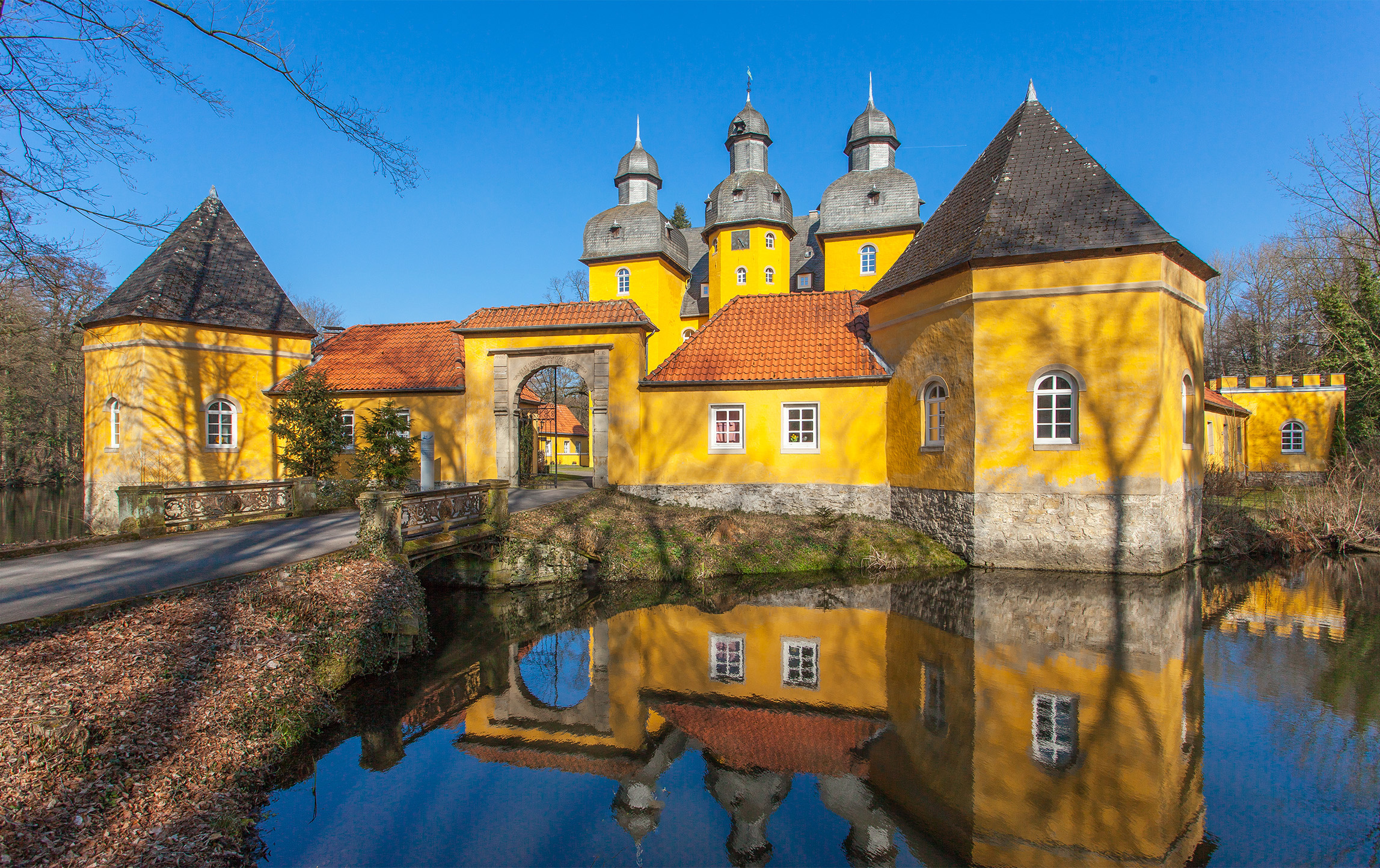
Schloss Holte

Im 14. Jahrhundert entsteht am Ostrand des Holter Waldes eine Wehrburg der Grafen von Rietberg, das Haus „Holte“, das Bernhard VIII. zur Lippe 1556 total zerstört. An gleicher Stelle errichtet Graf Johann III. von Rietberg und Ostfriesland von 1608 bis 1616 den heutigen Renaissancebau als Jagdschloss.
1531 erscheint erstmals der Name „Stuykenbroike“.
Mit der Kirchgründung in Kaunitz  1746 entsteht ein eigenes Kirchspiel für die Bauerschaften Oesterwiehe und Liemke. 
1807 fällt die Grafschaft Rietberg und damit auch Liemke an das Königreich Westphalen. Von 1807 bis 1813 bildet Liemke dort eine Gemeinde im Kanton Neuenkirchen des Departements der Fulda. Nach der Franzosenzeit fällt Liemke auf Grund der Schlussakten des Wiener Kongresses an Preußen. In der preußischen Provinz Westfalen kommt Liemke 1816 zum neuen Kreis Wiedenbrück und bildet eine Gemeinde im Amt Verl. 
In der kargen Senne, ursprünglich „Sinithi“ genannt, lebt die Bevölkerung zunächst nur von der Landwirtschaft. Aber 1839 errichtet Friedrich Ludwig Tenge neben dem Schloss die „Holter Hütte“, in der man ab 1842 das hier vorkommende Raseneisenerz verhüttet. Somit beginnt auch hier das Zeitalter der Industrialisierung.
In dem Jagdschloss kommt es besonders in den Jahren 1845 bis 1847 zu wiederholten Treffen eines einflussreichen politischen Freundschaftskreises, dem sogenannten Holter Kreis. Diesem Kreis gehörten u. a. Julius Meyer, Hoffmann von Fallersleben, Otto Lüning sowie Hermann Kriege an. 
Anfang Dezember 1901 wird die nördliche Teilstrecke der Senne-Bahn zwischen Bielefeld und Schloß Holte eröffnet, die südliche Teilstrecke bis Paderborn am 1. Juli 1902. Der bei km 21,65, also südlich der Gemeinde liegende Haltepunkt heißt bis 1907 Liemke, wird dann aber auf Antrag der Gemeinde Hövelhof hin in Hövelriege umbenannt.
Am 28. Oktober 1964 benennt sich die bisherige Gemeinde Liemke in Schloß Holte um. Dies ist eine Folge der rasanten, vor allem wirtschaftlichen Entwicklung in der Umgebung des Bahnhofs Schloß Holte, während der alte Ortskern seit Eröffnung der Bahnstrecke stagniert. Am 1. Januar 1970 wird die Gemeinde, die bis dahin zum Amt Verl gehört, mit der Gemeinde Stukenbrock und einem Teil der Gemeinde Sende zur neuen Gemeinde Schloß Holte-Stukenbrock zusammengeschlossen. Die neue Gemeinde wird zunächst dem Kreis Bielefeld zugewiesen. Am 1. Januar 1973 wird sie in den neuen Kreis Gütersloh umgegliedert.
Seit dem 1. Januar 2003 übernimmt die Gemeinde Schloß Holte-Stukenbrock die Aufgaben einer mittleren kreisangehörigen Stadt und führt seither die Bezeichnung „Stadt Schloß Holte-Stukenbrock“.

### Religionen
Fast die Hälfte der Bevölkerung (46,5 %, Stand: 31. Dezember 2004) gehört der katholischen Konfession an. 
Für diese gibt es die drei Kirchengemeinden St. Ursula (Ortsteil Schloß Holte), St. Joseph (Ortsteil Liemke), St. Heinrich (Ortsteil Sende) des Dekanats Rietberg-Wiedenbrück im Erzbistum Paderborn.
Die evangelischen Christen gehören der Ev. Kirchengemeinde Schloß Holte-Stukenbrock an. Diese gehört zum Kirchenkreis Gütersloh der Evangelischen Kirche von Westfalen und besteht seit 1950. Zunächst diente die Schlosskapelle in Holte als Gottesdienstraum, nach 1961 die neuerrichtete Kirche in Stukenbrock.
Seit 1981 wird die Versöhnungskirche in Schloß Holte genutzt. Die Anfänge dieser Gemeinde liegen in den 1830er Jahren, als die Ansiedlung verschiedener Erwerbsbetriebe viele evangelische Arbeiter und Beamte nach Schloß Holte zog. Der Anteil der evangelischen Bevölkerung an der Gesamtbevölkerung Schloß Holte-Stukenbrocks beträgt 25,0 % (Stand: 31. Dezember 2004).

## Wappen
Die damalige Gemeinde Liemke erhält am 24. Juni 1938 ihr Wappen:
Schräglinks geteilt von Gold und Grün. 
Oben ein Eichbaum, unten ein schräglinks liegender Wellenbalken in verwechselten Farben.
Die Eiche symbolisiert „die Holte“, den Holter Wald, der Wellenbalken den alten Namen der Gemeinde, Liemke, der vom Lehmbach abgeleitet ist.

## Kultur und Sehenswürdigkeiten

### Bauwerke
- Holter Schloss

### Naturdenkmäler
- Die so genannte 1000-jährige Eiche ist seit 1937 als Naturdenkmal eingetragen. Es handelt sich um eine Stiel-Eiche (Quercus robur), deren genaues Alter jedoch nie festgestellt wurde. Schätzungen zufolge dürfte sie zwischen 400 und 500 Jahre alt sein. Mehrfach wurde sie baumchirurgischen Maßnahmen unterzogen. Im Frühjahr 2000 wurde die Krone aus Sicherheitsgründen radikal gestutzt, da sie auseinanderzubrechen drohte.

### Regelmäßige Veranstaltungen
- Pollhansmarkt, oder im städtischen Sprachgebrauch Polle, findet immer am 3. Oktoberwochenende statt, samstags bis montags
- Weihnachtsmarkt im Zentrum Schloß Holte immer am 3. Adventswochenende; freitags bis sonntags
- Erntedankfest in Liemke, 3. Oktober
- Serengeti Festival (fand 2015 nach zehn Jahren zum letzten Mal statt)

## Infrastruktur und Wirtschaft

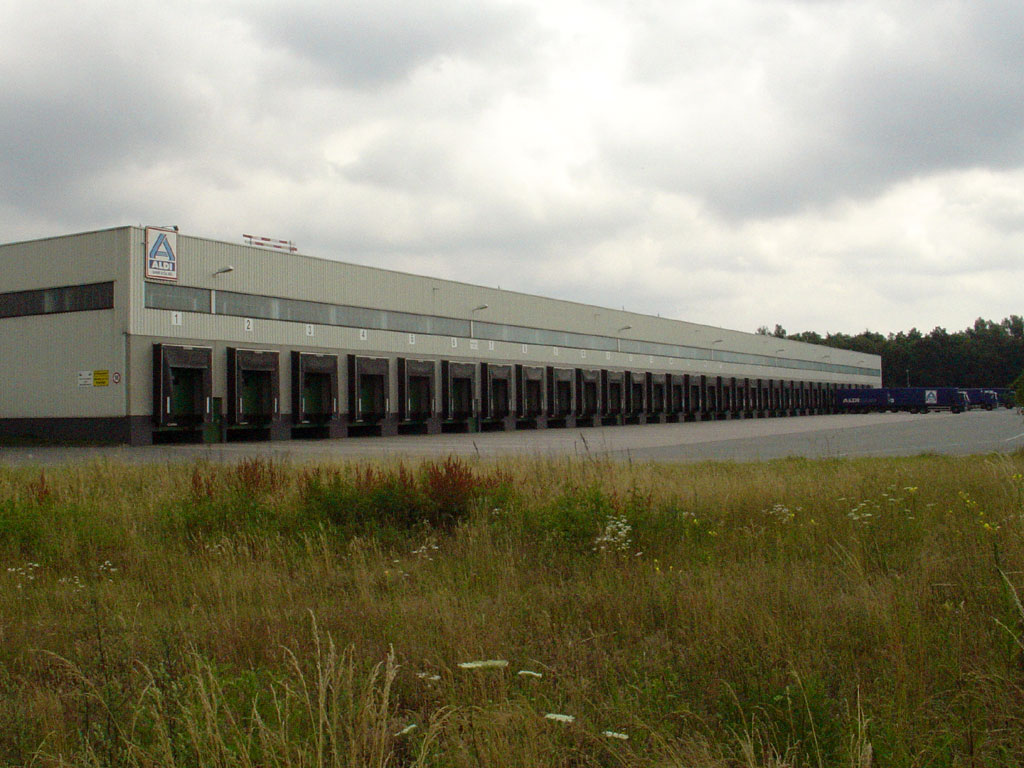
Zentrallager von Aldi-Nord im Ortsteil Liemke

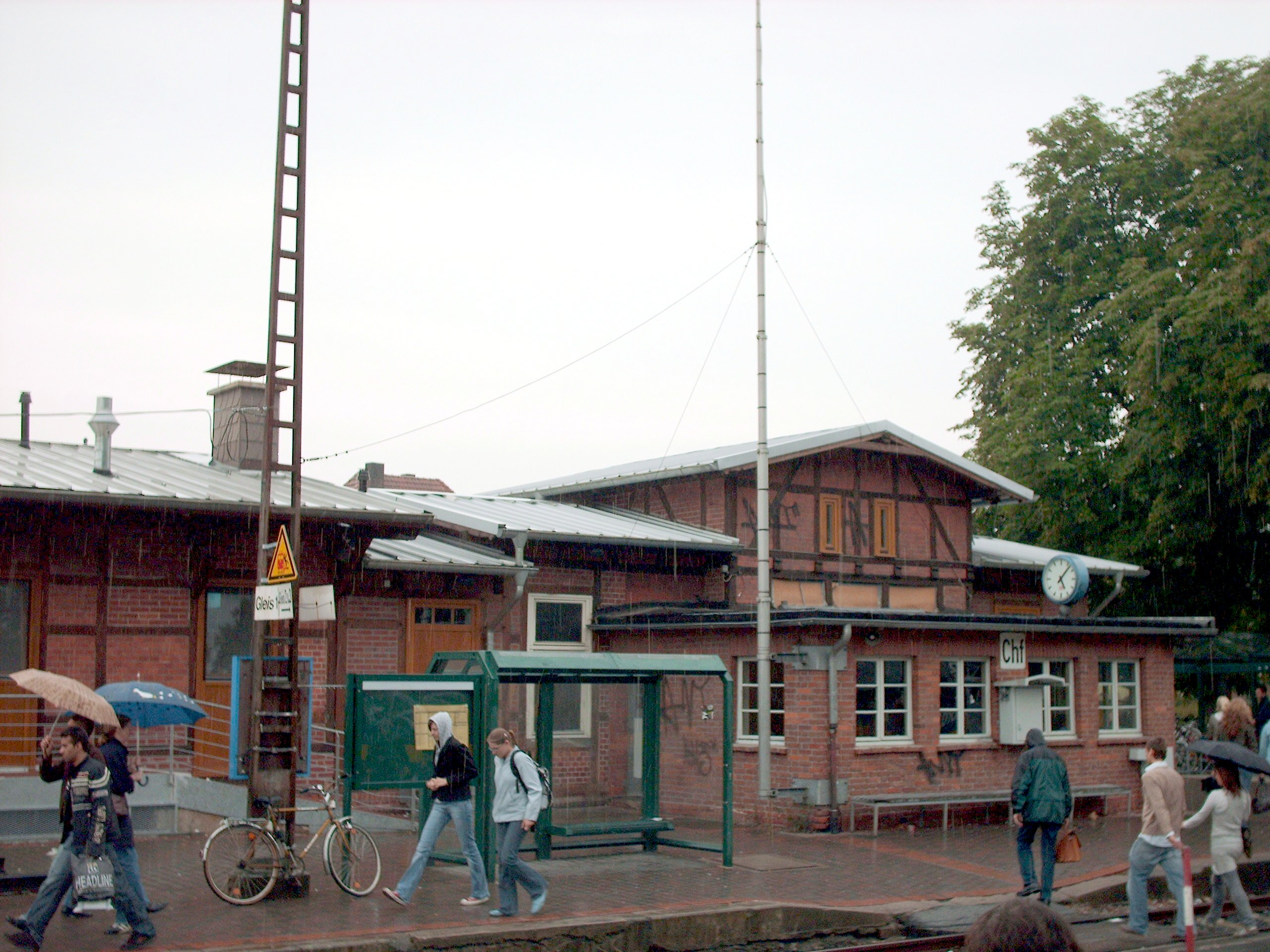
Bahnhof Schloß Holte

### Ansässige Unternehmen
- Die Discounter-Firma Aldi-Nord ist mit einer ihrer Regionalniederlassungen in Schloß Holte ansässig, zuzüglich eines großflächigen Zentrallagers.
- Das in Schloß Holte ansässige Unternehmen MediSeal, einer Tochtergesellschaft der Körber AG ist ein international agierendes Unternehmen und spezialisiert auf die Entwicklung, Konstruktion und Fertigung von Thermoform-, Siegelrandbeutel-Maschinen, Kartonierern sowie kompletten Verpackungslinien für die pharmazeutische und kosmetische Industrie.
- Mit der Synaxon AG ist die größte IT-Verbundgruppe Europas ansässig.

### Verkehr

#### Schienen- und Busverkehr
Der Bahnhof Schloss Holte liegt an der Senne-Bahn (KBS 403), auf der die gleichnamige Regionalbahn 74 Bielefeld–Hövelhof–Paderborn verkehrt. Durchgeführt wird der Schienenpersonennahverkehr (SPNV) von der NordWestBahn mit Dieseltriebwagen vom Typ Bombardier Talent.
Die Senne-Bahn ist von besonderer Bedeutung für die wirtschaftliche Entwicklung des Ortes. In der Nähe des Bahnhofes Schloß Holte haben sich daher zahlreiche Gewerbebetriebe angesiedelt.
Im öffentlichen Personennahverkehr gilt der Westfalentarif und der NRW-Tarif.

#### Straßen
Mit der Anschlussstelle Schloß Holte-Stukenbrock hat der Ort eine naheliegende Anbindung an die A 33, die als Querspange der beiden Autobahnen A 2 Ruhrgebiet–Hannover und A 44 Dortmund–Kassel dient. In nordwestliche Richtung führt die A 33 über Bielefeld hinaus nach Osnabrück, wo Anschluss an die A 30 besteht.

## Persönlichkeiten
- Ottmar von Behr (1810–1856), Meteorologe, Naturforscher
- Karl Grün (1817–1887), Journalist
- Fritz Wildhagen (1878–1956), Kunstmaler und Schriftsteller
- Ewald Lienen (* 1953), Fußballspieler
- Frank Werneke (* 1967), Vorsitzender der Gewerkschaft ver.di
- Marco Hagemann (* 1976), Fußball- und Tennis-Kommentator (Sky), Moderator, Sprecher, Kolumnist
- Jan Schöppner (* 1999), Fußballspieler